# Bandera de la Organización para la Cooperación Islámica

Bandera de la OCI

Bandera antigua de la OCI

La bandera de la Organización para la Cooperación Islámica  es blanca con el emblema de la organización en el centro. Dicho emblema consiste en una media luna verde rodeando a un globo terráqueo, con la Kaaba en el centro del globo. Los elementos del emblema representan la filosofía corporativa de la organización según sus nuevos estatutos. Esta bandera fue adoptada el 28 de junio de 2011.
Entre 1981 y 2011, la organización tuvo otra bandera, la cual estaba compuesta por un fondo verde, representativo de la fertilidad de las tierras islámicas (también se cree que simboliza el islam). En el centro, una media luna roja hacia arriba, envuelta en un disco blanco que simboliza el islam, y que Alá está por encima de todos los seres humanos. El disco blanco representa la paz entre los musulmanes y todos los pueblos del mundo. En el disco figuran, las palabras: Allahu Akbar (Dios es el más grande), escritas, por lo que parece, en la caligrafía árabe moderna.